# Quartinia syriaca
Quartinia syriaca är en stekelart som beskrevs av Richards 1962. Quartinia syriaca ingår i släktet Quartinia och familjen Masaridae. Utöver nominatformen finns också underarten Q. s. nitens.